# The Battle of Evermore
„The Battle of Evermore“ je píseň od anglické rockové skupiny Led Zeppelin. Poprvé byla vydána na jejich albu  (Led Zeppelin IV) z roku 1971. Námět vznikl v Headley Grange, když Jimmy Page experimentoval s mandolínou, kterou vlastnil basista John Paul Jones.
Zpěvák Robert Plant v době vzniku písně četl o skotském folkloru, což ho inspirovalo k napsání textu. Plant však potřeboval ještě jeden hlas do skladby, a tak si pozval folkovou zpěvačku Sandy Denny. The Battle of Evermore je jedinou písní, kterou Led Zeppelin nahráli s hostujícím zpěvákem.
The Battle of Evermore byla hrána živě na koncertní šňůře po USA v roce 1997. Pro tato živá představení, Jones zpíval Dennyiny vokály s Plantem a hrál na akustickou kytaru, zatímco Page hrál na mandolínu. Někdy také zpíval Dennyiny vokály bubeník John Bonham místo Jonese. Tato píseň, společně s písněmi „Misty Mountain Hop“, „Ramble On“ a „Bron-Yr-Aur Stomp“ obsahují odkazy na autora fantasy knih J. R. R. Tolkiena.